# Mekar Agung
Mekar Agung is een bestuurslaag in het regentschap Lebak van de provincie Banten, Indonesië. Mekar Agung telt 3586 inwoners (volkstelling 2010).